# 蘇尼加區
12°51′36″S 76°01′21″W / 12.8599°S 76.0226°W
蘇尼加區（西班牙語：Distrito de Zúñiga），是秘魯的一個區，位於該國中南部利馬大區的卡涅特省，始建於1942年12月13日，面積198平方公里，海拔高度802米，2005年人口1,194，人口密度每平方公里6人。